# Liste der Abgeordneten zum Österreichischen Abgeordnetenhaus (XII. Legislaturperiode)

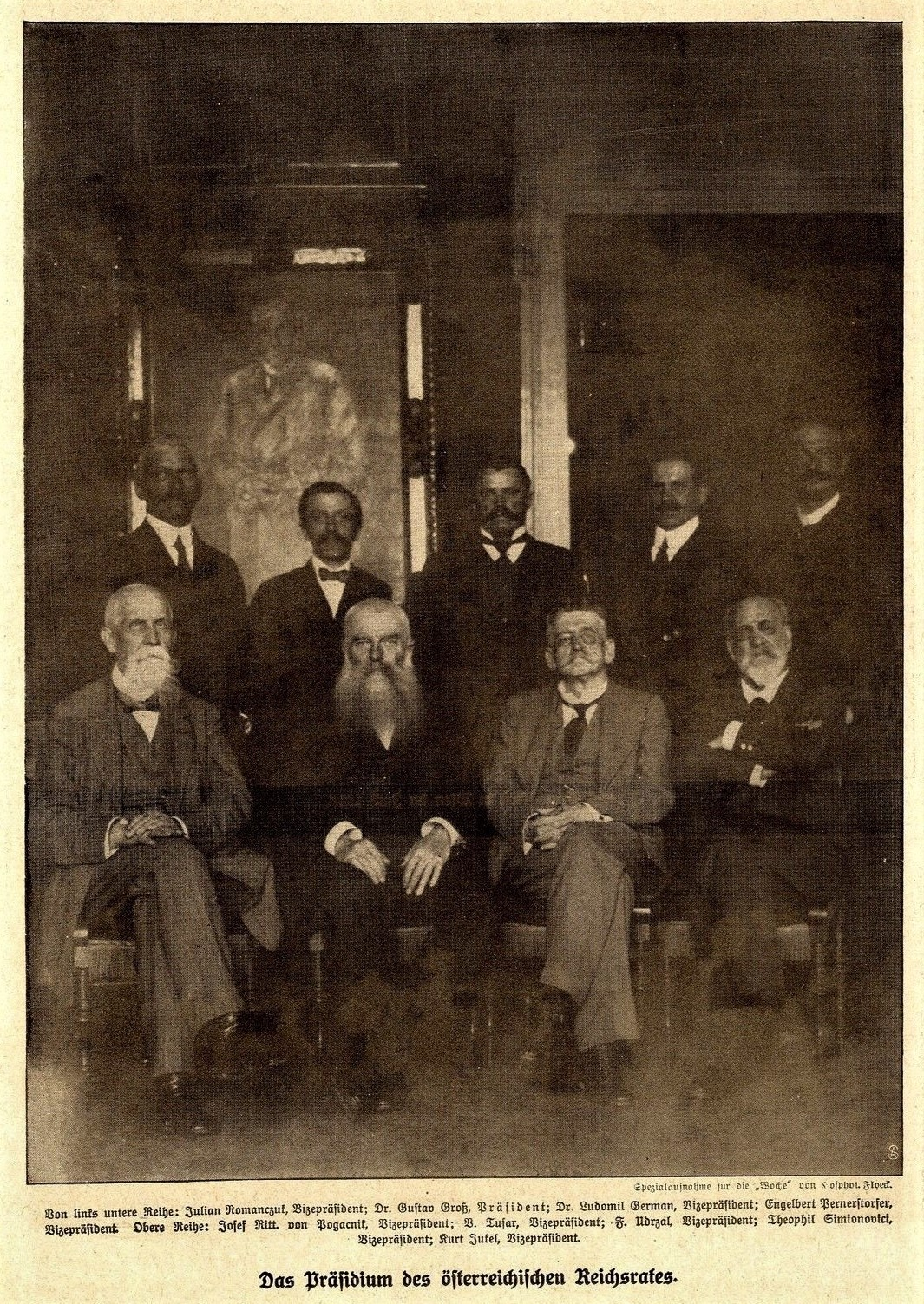
Das Präsidium des österreichischen Reichsrats, 1917

Die Liste der Abgeordneten zum österreichischen Abgeordnetenhaus (XII. Legislaturperiode) führt alle Parlamentarier im Abgeordnetenhaus des österreichischen Reichsrats der XII. Legislaturperiode an, die als letzte von 1911 bis zum Ende der Monarchie, 1918, dauerte.

## Verlauf

### XXI. Session (1911–1914)
Die Legislaturperiode begann nach der Reichsratswahl 1911, der letzten Altösterreichs, mit der XXI. Session ab 17. Juli 1911. Zur Vorsitzführung im Abgeordnetenhaus wurden für diese Session Abg. Julius Sylvester als Präsident sowie sieben Vizepräsidenten gewählt. Außerdem wurde die Nachwahl von Abg. Malfatti zum Vizepräsidenten wegen Rücktritts des Abg. Conci von diesem Amt vorgenommen. Nach der Sitzung vom 13. März 1914 wurde der Reichsrat von Kaiser Franz Joseph I. auf Antrag der k.k. Regierung des Grafen Karl Stürgkh vertagt und vor der Kriegserklärung an Serbien nicht zu Beratungen einberufen. (Offiziell endete die XXI. Session wenige Tage vor dem Beginn des Ersten Weltkriegs, am 25. Juli 1914.)

### XXII. Session (1917/1918)
Nach Wiedereinberufung des Reichsrats durch Kaiser Karl I. auf Vorschlag des Ministeriums Clam-Martinic folgte die XXII. Session, die letzte, vom 30. Mai 1917 bis zum 12. November 1918. Die Legislaturperiode wäre verfassungsmäßig 1917 zu beenden gewesen, wurde aber 1917 durch Beschluss vorsorglich bis Ende 1918 verlängert.
Für diese, die letzte Session wurden vom Abgeordnetenhaus Abg. Gustav Groß als Präsident sowie wiederum sieben Vizepräsidenten gewählt, von denen fünf dieses Amt bereits in der XXI. Session bekleidet hatten. Außerdem wurde wegen Todes des sozialdemokratischen Vizepräsidenten Pernerstorfer die Nachwahl von Abg. Seitz durchgeführt.

### Ende
Ende Oktober 1918 schieden Galizien, Böhmen, Mähren und die südslawischen Gebiete Altösterreichs (u. a. Krain, Dalmatien, Untersteiermark) formlos aus dem Staat aus, wie dies ihre Sprecher großteils bereits am 30. Mai 1917 im Reichsrat angekündigt hatten. (Ebenso war Ende Oktober 1918 die Realunion mit dem Königreich Ungarn zu Ende gegangen.) Am 21. Oktober 1918 traten die deutschen Abgeordneten des Abgeordnetenhauses zur „Provisorischen Nationalversammlung des selbstständigen deutsch-österreichischen Staates“ zusammen; diese Versammlung bestand bis Februar 1919.
Das Herrenhaus hatte zuletzt am 30. Oktober 1918 getagt und dauerte fünf Minuten. Die letzte Sitzung des Abgeordnetenhauses und somit letzte Reichsratssitzung, nur mehr von ganz wenigen nichtdeutschen Abgeordneten besucht, fand am 12. November 1918 statt und dauerte zehn Minuten. Präsident Gustav Groß hielt eine Schlussansprache. Laut Protokoll waren die Vizepräsidenten Jukel, Seitz und Simionovici (Bukowina) anwesend.

## Funktionen

### Fraktionen
In der XII. Legislaturperiode bildeten die Sozialdemokraten mit 82 Abgeordneten und die Christlichsozialen mit 74 Abgeordneten die stärksten Fraktionen. Die partikularistischen Interessen der Abgeordneten bzw. der Parteien, die sie zur Wahl stellten, drückten sich in der Gesamtzahl von über 20 (!) Fraktionen aus.
In den Namen der einzelnen Fraktionen zeigt sich die nationale Zersplitterung der österreichischen Reichshälfte und das nationale Bewusstsein der Wählerschaft:
- Altdeutsche Vereinigung
- Böhmischer Klub
- Böhmischer nationalsozialer Klub
- Bukowianer ukrainischer Klub
- Christlichsoziale Vereinigung deutscher Abgeordneter
- Dalmatiner Klub
- Deutsche Agrarpartei
- Deutsche Arbeiterpartei
- Deutscher Nationalverband
- Deutschradikale Partei
- Italienische Volkspartei
- katholische nationale Partei
- Klub der böhmischen Agrarier
- Klub der böhmischen Sozialdemokraten
- Klub der deutschen Demokraten
- Klub der deutschen Sozialdemokraten
- Klub der liberalen Italiener
- Klub der polnischen Sozialdemokraten
- Klub der polnischen Volkspartei
- kroatisch-slowenische Vereinigung
- Kroatisch-slowenischer Klub
- Polenklub
- Rumänenklub
- Ukrainische parlamentarische Vertretung
- Vereinigung der unabhängigen fortschrittlichen Abgeordneten aus Böhmen und Mähren

### Abgeordnete
| Name                               | Fraktion                                                                          | Wahlbezirk           | Anmerkung |
| ---------------------------------- | --------------------------------------------------------------------------------- | -------------------- | --- |
| David Abrahamowicz                 | Polenklub                                                                         | Galizien 64          | |
| Simon Abram                        | Klub der deutschen Sozialdemokraten                                               | Tirol 2              | |
| Victor Adler                       | Klub der deutschen Sozialdemokraten                                               | Niederösterreich 20  | am 11. November 1918 verstorben |
| Hugo Albrecht                      | Deutscher Nationalverband                                                         | Mähren (deutsch) 7   | |
| Klaudiusz Angermann                | Polenklub                                                                         | Galizien 46          | |
| August Ansorge                     | Deutscher Nationalverband                                                         | Böhmen 128           | |
| Ludvík Aust                        | Klub der böhmischen Sozialdemokraten                                              | Böhmen 19            | |
| Adolf Bachmann                     | Deutscher Nationalverband                                                         | Böhmen 92            | am 31. Oktober 1914 verstorben |
| Josef Baechlé                      | Christlichsoziale Vereinigung deutscher Abgeordneter                              | Niederösterreich 2   | |
| Dušan Baljak                       | Dalmatiner Klub                                                                   | Dalmatien 2          | |
| Antoni Banaś                       | Polenklub                                                                         | Galizien 37          | |
| Josef Anton Barbo-Waxenstein       | Deutscher Nationalverband                                                         | Krain 12             | |
| Volodymyr Baczynskyj               | Ukrainische parlamentarische Vertretung                                           | Galizien 64          | ab 23. Oktober 1917 für Josef Folis |
| Cesare Battisti                    | Klub der deutschen Sozialdemokraten                                               | Tirol 6              | Mandatsverlust infolge rechtskräftigen und am gleichen Tag vollzogenen Todesurteils eines Kriegsgerichts vom 12. Juli 1916 (30. Mai 1917)                 |
| Matthäus Bauchinger                | Christlichsoziale Vereinigung deutscher Abgeordneter                              | Niederösterreich 48  | |
| Georg Baumgartner                  | Christlichsoziale Vereinigung deutscher Abgeordneter                              | Oberösterreich 18    | |
| Jerzy Baworowski                   | Polenklub                                                                         | Galizien 69          | |
| Karel Baxa                         | Böhmischer nationalsozialer Klub                                                  | Böhmen 1             | |
| Rudolf Bechyně                     | Klub der böhmischen Sozialdemokraten                                              | Mähren (böhmisch) 10 | |
| Ivo Benkovič                       | Kroatisch-slowenischer Klub                                                       | Steiermark 29        | |
| Ferdinand Berger                   | Christlichsoziale Vereinigung deutscher Abgeordneter                              | Steiermark 22        | |
| Franz Bernt                        | Deutscher Nationalverband (Deutschradikale Partei)                                | Böhmen 112           | |
| Andreas Franz Beyer                | Deutscher Nationalverband                                                         | Oberösterreich 1     | ab Herbst 1911 für Karl Reininger |
| Stanisław Biały                    | Polenklub                                                                         | Galizien 52          | |
| Juraj Biankini                     | Dalmatiner Klub                                                                   | Dalmatien 10         | |
| František Biňovec                  | Klub der böhmischen Sozialdemokraten                                              | Böhmen 36            | |
| Jan Biś                            | Polenklub                                                                         | Galizien 45          | am 12. Februar 1915 verstorben |
| Emil Bobrowski                     | Polenklub                                                                         | Galizien 19          | |
| Gustav Bodirsky                    | Deutscher Nationalverband (Deutschradikale Partei)                                | Mähren (deutsch) 9   | |
| Josef Bogendorfer                  | Christlichsoziale Vereinigung deutscher Abgeordneter                              | Niederösterreich 54  | |
| Jakub Bojko                        | Polenklub                                                                         | Galizien 44          | |
| Antoni Bomba                       | Klub der polnischen Volkspartei                                                   | Galizien 52          | |
| Bohumír Bradáč                     | Klub der böhmischen Agrarier                                                      | Böhmen 40            | |
| Alois Brandl                       | Christlichsoziale Vereinigung deutscher Abgeordneter                              | Oberösterreich 6     | |
| Michael Brandl                     | Deutscher Nationalverband                                                         | Steiermark 15        | |
| Ernest Breiter                     | fraktionslos                                                                      | Galizien 2           | |
| Michael Brenčič                    | Kroatisch-slowenischer Klub                                                       | Steiermark 26        | |
| Ludwig Bretschneider               | Klub der deutschen Sozialdemokraten                                               | Niederösterreich 43  | |
| Josef Brunner                      | Deutscher Nationalverband (Deutsche Agrarpartei)                                  | Mähren (deutsch) 19  | |
| Wiačesław Budzynowskyi             | Ukrainische parlamentarische Vertretung                                           | Galizien 60          | |
| Giuseppe Bugatto                   | Italienische Volkspartei                                                          | Görz 4               | |
| Josef Bukvaj                       | Klub der böhmischen Agrarier (Parlamentarische Kommission)                        | Böhmen 71            | |
| František Buříval                  | Böhmischer nationalsozialer Klub                                                  | Böhmen 13            | Mandatsverlust infolge rechtskräftigen Urteils vom 28. Oktober 1916 (30. Mai 1917)                                                                        |
| Józef Buzek                        | Polenklub                                                                         | Galizien 6           | |
| Viktor Candussi-Giardo             | Klub der liberalen Italiener                                                      | Istrien 2            | Mandat am 25. September 1917 auf Grund dauernder Abwesenheit erloschen                                                                                    |
| Ladislav Čech                      | Böhmischer Klub                                                                   | Böhmen 2             | |
| Longin Cehelskyj                   | Ukrainische parlamentarische Vertretung                                           | Galizien 67          | Mandatsniederlegung in der Sitzung vom 6. November 1917 verlautbart                                                                                       |
| František Chaloupka                | Klub der böhmischen Agrarier                                                      | Böhmen 44            | |
| Metoděj Charvát                    | Klub der böhmischen Sozialdemokraten                                              | Mähren (böhmisch) 21 | |
| Václav Choc                        | Böhmischer nationalsozialer Klub                                                  | Böhmen 10            | Mandatsverlust infolge rechtskräftigen Urteils vom 28. Oktober 1916 (30. Mai 1917)                                                                        |
| Petr Cingr                         | fraktionslos                                                                      | Schlesien 6          | |
| Melko Čingrija                     | Dalmatiner Klub                                                                   | Dalmatien 9          | |
| Enrico Conci                       | Italienische Volkspartei                                                          | Tirol 25             | Vizepräsident, XXI. Session, Rücktritt 22. Oktober 1913                                                                                                   |
| Roman Czajkowski                   | fraktionslos                                                                      | Galizien 51          | am 30. Mai 1917 als Ersatzmann für Wladimir Kuryłowicz angelobt                                                                                           |
| Ladislav Czaykowski                | Polenklub                                                                         | Galizien 61          | Mandatsniederlegung in der Sitzung vom 30. Jänner 1918 verlautbart                                                                                        |
| Hans Damm                          | Deutscher Nationalverband (Deutsche Agrarpartei)                                  | Böhmen 113           | am 17. August 1917 verstorben |
| Ignacy Daszyński                   | Polenklub                                                                         | Galizien 11          | |
| Anton David                        | Klub der deutschen Sozialdemokraten                                               | Niederösterreich 27  | |
| Germano De Carli                   | Italienische Volkspartei                                                          | Tirol 20             | |
| Alcide Degasperi                   | Italienische Volkspartei                                                          | Tirol 22             | |
| Ladislaus Dębski                   | Polenklub                                                                         | Galizien 63          | |
| Baldassare Delugan                 | Italienische Volkspartei                                                          | Tirol 24             | |
| Heinrich d’Elvert                  | Deutscher Nationalverband                                                         | Mähren (deutsch) 2   | |
| Bronisław Dembiński                | Polenklub                                                                         | Galizien 29          | Am 30. Juni 1914 für den verstorbenen Zaleski gewählt und am 30. Mai 1917 angelobt                                                                        |
| Leonhard Demel von Elswehr         | Deutscher Nationalverband                                                         | Schlesien 4          | am 17. Jänner 1915 verstorben |
| Franz Demšar                       | Kroatisch-slowenischer Klub                                                       | Krain 4              | |
| August Denk                        | Deutscher Nationalverband                                                         | Niederösterreich 14  | |
| Herman Diamand                     | Polenklub                                                                         | Galizien 37          | |
| Franz Dinghofer                    | Deutscher Nationalverband                                                         | Oberösterreich 2     | |
| Leopold Diwald                     | Christlichsoziale Vereinigung deutscher Abgeordneter                              | Niederösterreich 57  | |
| Ladislaus Długosz                  | Polenklub                                                                         | Galizien 49          | |
| Stanislaus Dnistriańskyj           | Ukrainische parlamentarische Vertretung                                           | Galizien 62          | |
| Josef Wolfgang Dobernig            | Deutscher Nationalverband                                                         | Kärnten 1            | am 24. Juli 1918 verstorben |
| Ludwig Dobija                      | Polenklub                                                                         | Galizien 36          | |
| Franz Domes                        | Klub der deutschen Sozialdemokraten                                               | Niederösterreich 11  | |
| Václav Donát                       | Klub der böhmischen Agrarier (Parlamentarische Kommission)                        | Böhmen 74            | |
| Albin Dötsch                       | Klub der deutschen Sozialdemokraten                                               | Böhmen 118           | |
| Ante Dulibić                       | Kroatisch-slowenischer Klub                                                       | Dalmatien 3          | |
| Josef Dürich                       | Klub der böhmischen Agrarier (Parlamentarische Kommission)                        | Böhmen 38            | Erlöschen des Mandats am 25. September 1917 wegen fortwährenden Nichterscheinens verkündet                                                                |
| Thomas Dyło                        | Polenklub                                                                         | Galizien 43          | angelobt am 30. Mai 1917 für den verstorbenen Michael Jedynak                                                                                             |
| Alfred Ebenhoch                    | Christlichsoziale Vereinigung deutscher Abgeordneter                              | Oberösterreich 11    | am 30. Jänner 1912 verstorben |
| August Einspinner                  | Deutscher Nationalverband                                                         | Steiermark 8         | |
| Josef Eisenhut                     | Christlichsoziale Vereinigung deutscher Abgeordneter                              | Niederösterreich 56  | |
| Johann Eisterer                    | Christlichsoziale Vereinigung deutscher Abgeordneter                              | Oberösterreich 10    | |
| Wilhelm Ellenbogen                 | Klub der deutschen Sozialdemokraten                                               | Niederösterreich 32  | |
| Leopold Erb                        | Deutscher Nationalverband                                                         | Oberösterreich 4     | |
| Eduard Erler                       | Deutscher Nationalverband                                                         | Tirol 1              | |
| Karel Exner                        | Böhmischer nationalsozialer Klub                                                  | Böhmen 23            | |
| Adam Fahrner                       | Deutscher Nationalverband (Deutsche Arbeiterpartei)                               | Böhmen 104           | |
| Luigi Faidutti                     | Italienische Volkspartei                                                          | Görz 5               | |
| Stanislav Feltl                    | Klub der böhmischen Agrarier                                                      | Böhmen 61            | |
| Rudolf Felzmann                    | Deutscher Nationalverband (Deutschradikale Partei)                                | Mähren (deutsch) 16  | |
| František Fiedler                  | Böhmischer Klub                                                                   | Böhmen 16            | |
| Blażej Fila                        | Polenklub                                                                         | Galizien 45          | am 30. Mai 1917 als Ersatzmann für Johann Biś angelobt |
| Jan Filipinský                     | Klub der böhmischen Sozialdemokraten                                              | Mähren (böhmisch) 24 | |
| Jodok Fink                         | Christlichsoziale Vereinigung deutscher Abgeordneter                              | Vorarlberg 2         | |
| Karl Fisslthaler                   | Christlichsoziale Vereinigung deutscher Abgeordneter                              | Niederösterreich 60  | |
| Josef Folis                        | Ukrainische parlamentarische Vertretung                                           | Galizien 64          | am 9. Oktober 1917 verstorben |
| Josip Fon                          | Kroatisch-slowenischer Klub                                                       | Görz 2               | |
| Emanuel Formánek                   | Böhmischer nationalsozialer Klub                                                  | Böhmen 28            | |
| August Forstner                    | Klub der deutschen Sozialdemokraten                                               | Niederösterreich 25  | |
| Ferdinand Frankenberger            | Christlichsoziale Vereinigung deutscher Abgeordneter                              | Oberösterreich 9     | |
| Bohuslav Franta                    | Böhmischer Klub                                                                   | Böhmen 24            | |
| Robert Freißler                    | Deutscher Nationalverband                                                         | Schlesien 3          | |
| Václav Fresl                       | Böhmischer nationalsozialer Klub                                                  | Böhmen 15            | am 23. Dezember 1915 verstorben |
| Max Friedmann                      | Deutscher Nationalverband                                                         | Niederösterreich 3   | |
| Franz Fuchs                        | Christlichsoziale Vereinigung deutscher Abgeordneter                              | Oberösterreich 13    | am 19. September 1914 gefallen |
| Viktor Fuchs                       | Christlichsoziale Vereinigung deutscher Abgeordneter                              | Salzburg 7           | Alterspräsident, 17. Juli 1911 und 30. Mai 1917 |
| Vilém Funk                         | Böhmischer Klub                                                                   | Böhmen 5             | |
| Edmund Galik                       | Polenklub                                                                         | Galizien 67          | am 5. Juni für Wladimir Kozłowski-Bolesta angelobt |
| Rudolf Gall                        | Polenklub                                                                         | Galizien 15          | |
| Otto Ganser                        | Klub der deutschen Demokraten                                                     | Niederösterreich 15  | |
| Eduard Gasser                      | Klub der liberalen Italiener                                                      | Triest 2             | |
| Guido Gentili                      | Italienische Volkspartei                                                          | Tirol 21             | |
| Ludomił German                     | Polenklub                                                                         | Galizien 20          | Vizepräsident, XXI. und XXII. Session |
| Stanisław Głąbiński                | Polenklub (Parlamentarische Kommission)                                           | Galizien 4           | |
| Otto Glöckel                       | Klub der deutschen Sozialdemokraten                                               | Böhmen 89            | |
| Adolf Glöckner                     | Deutscher Nationalverband (Deutschradikale Partei)                                | Böhmen 77            | |
| Johann Godek                       | Polenklub                                                                         | Galizien 70          | |
| Johann Goetz von Okorim            | Polenklub                                                                         | Galizien 41          | |
| Josef Goll                         | Deutscher Nationalverband (Deutsche Agrarpartei)                                  | Böhmen 130           | |
| Josip Gostinčar                    | Kroatisch-slowenischer Klub                                                       | Krain 6              | |
| Franz Grafenauer                   | kroatisch-slowenische Vereinigung                                                 | Kärnten 3            | |
| Franz Grafinger                    | Christlichsoziale Vereinigung deutscher Abgeordneter                              | Oberösterreich 19    | am 19. Oktober 1918 verstorben |
| Rodolfo Grandi                     | Italienische Volkspartei                                                          | Tirol 19             | |
| Johann Gratz                       | Christlichsoziale Vereinigung deutscher Abgeordneter                              | Tirol 10             | am 10. Juni 1915 verstorben |
| Anton Gregorčič                    | Kroatisch-slowenischer Klub                                                       | Görz 6               | |
| Gustav Gregorin                    | fraktionslos                                                                      | Görz 3               | Erlöschen des Mandats am 25. September 1917 wegen fortwährenden Nichterscheinens verkündet                                                                |
| Gheorghe Grigorovici               | Klub der deutschen Sozialdemokraten                                               | Bukowina 2           | |
| Josef Grim                         | Christlichsoziale Vereinigung deutscher Abgeordneter                              | Niederösterreich 46  | |
| Florian Gröger                     | Klub der deutschen Sozialdemokraten                                               | Kärnten 8            | |
| Gustav Groß                        | Deutscher Nationalverband                                                         | Mähren (deutsch) 4   | Präsident der XXII. Session |
| Adolf Groß                         | Polenklub                                                                         | Galizien 12          | |
| Rudolf Gruber                      | Christlichsoziale Vereinigung deutscher Abgeordneter                              | Niederösterreich 50  | |
| Ladislaus Grzedzielski             | Polenklub                                                                         | Galizien 61          | am 19. Februar 1918 als Ersatzmann für Ladislaus Czaykowski angelobt                                                                                      |
| Atanas Guggenberg                  | Christlichsoziale Vereinigung deutscher Abgeordneter                              | Tirol 4              | |
| Otto Günther                       | Deutscher Nationalverband                                                         | Schlesien 5          | am 25. November 1914 verstorben |
| Gustav Habrman                     | Klub der böhmischen Sozialdemokraten                                              | Böhmen 52            | |
| Franz Hagenhofer                   | Christlichsoziale Vereinigung deutscher Abgeordneter                              | Steiermark 23        | |
| Alfred Halban                      | Polenklub                                                                         | Galizien 34          | |
| Cezary Haller de Hallenburg        | Polenklub                                                                         | Galizien 38          | |
| Ferdinand Hanusch                  | Klub der deutschen Sozialdemokraten                                               | Böhmen 102           | |
| Hans Hartl                         | Deutscher Nationalverband                                                         | Böhmen 76            | |
| Johann Nepomuk Hauser              | Christlichsoziale Vereinigung deutscher Abgeordneter                              | Oberösterreich 14    | |
| Alois Heilinger                    | fraktionslos                                                                      | Niederösterreich 16  | |
| Franz Heilmayer                    | Christlichsoziale Vereinigung deutscher Abgeordneter                              | Salzburg 4           | |
| Rudolf Heine                       | Deutscher Nationalverband (Deutschradikale Partei)                                | Böhmen 79            | |
| Franz Held                         | Deutscher Nationalverband                                                         | Steiermark 2         | |
| Josef Herold                       | Deutscher Nationalverband (Deutschradikale Partei)                                | Böhmen 84            | |
| Richard Herzmansky                 | Deutscher Nationalverband (Deutsche Agrarpartei)                                  | Schlesien 10         | |
| Oswald Hillebrand                  | Klub der deutschen Sozialdemokraten                                               | Böhmen 97            | |
| Janez Hladnik                      | Kroatisch-slowenischer Klub                                                       | Krain 9              | |
| František Hnátek                   | Klub der böhmischen Sozialdemokraten                                              | Böhmen 63            | |
| Paul Hock                          | Klub der deutschen Demokraten                                                     | Niederösterreich 17  | |
| Hans Hofer                         | Deutscher Nationalverband (Deutsche Agrarpartei)                                  | Kärnten 7            | |
| Paul Hofmann von Wellenhof         | Deutscher Nationalverband                                                         | Steiermark 1         | |
| Alois Höher                        | Christlichsoziale Vereinigung deutscher Abgeordneter                              | Niederösterreich 61  | |
| Isidor Holubowycz                  | Ukrainische parlamentarische Vertretung                                           | Galizien 68          | |
| Alexander von Hormuzaki            | Rumänenklub                                                                       | Bukowina 12          | |
| Johann Hötzendorfer                | Christlichsoziale Vereinigung deutscher Abgeordneter                              | Oberösterreich 11    | ab 1912 für Alfred Ebenhoch |
| Jan Vladimír Hráský                | Böhmischer Klub                                                                   | Böhmen 25            | |
| Mořic Hruban                       | Katholische nationale Partei (Parlamentarische Kommission)                        | Mähren (böhmisch) 17 | |
| Eduard Hruska                      | Deutscher Nationalverband                                                         | Bukowina 3           | |
| Michael Huber                      | Christlichsoziale Vereinigung deutscher Abgeordneter                              | Oberösterreich 8     | |
| Franz Huber                        | Christlichsoziale Vereinigung deutscher Abgeordneter                              | Steiermark 17        | |
| Otakar Hübschmann                  | Böhmischer nationalsozialer Klub                                                  | Böhmen 11            | |
| Josef Hudec                        | Klub der polnischen Sozialdemokraten                                              | Galizien 7           | am 28. Jänner 1915 verstorben |
| Anton Hueber                       | Deutscher Nationalverband                                                         | Salzburg 3           | |
| Gustav Hummer                      | Deutscher Nationalverband (Deutschradikale Partei)                                | Böhmen 80            | |
| Josef Hybeš                        | Klub der böhmischen Sozialdemokraten                                              | Mähren (böhmisch) 2  | |
| Josef Hyrš                         | Klub der böhmischen Agrarier                                                      | Böhmen 64            | |
| Karl Iro                           | fraktionslos                                                                      | Böhmen 120           | |
| Konstantin Isopescul-Grecul        | Rumänenklub                                                                       | Bukowina 11          | |
| Vicko Ivčević                      | Dalmatiner Klub                                                                   | Dalmatien 4          | |
| Wincenty Jabłoński                 | Polenklub                                                                         | Galizien 25          | |
| Józef Jachowicz                    | Polenklub                                                                         | Galizien 47          | |
| Edmund Jäger                       | Altdeutsche Vereinigung                                                           | Böhmen 91            | |
| Fran Jaklič                        | Kroatisch-slowenischer Klub                                                       | Krain 10             | |
| Franc Jankovič                     | Kroatisch-slowenischer Klub                                                       | Steiermark 28        | |
| Tomáš Janovec                      | Klub der böhmischen Agrarier                                                      | Böhmen 70            | |
| Evgen Jarc                         | Kroatisch-slowenischer Klub                                                       | Krain 11             | |
| Rudolf Jaroš                       | Klub der böhmischen Sozialdemokraten                                              | Böhmen 48            | |
| Wladyslaw Leopold Jaworski         | Polenklub                                                                         | Galizien 24          | Mandatsniederlegung in der XXI. Session, wiedergewählt am 30. Juni 1914, angelobt am 30. Mai 1917                                                         |
| Karl Jedek                         | Christlichsoziale Vereinigung deutscher Abgeordneter                              | Niederösterreich 62  | |
| Michał Jedynak                     | Polenklub                                                                         | Galizien 43          | am 4. Oktober 1916 verstorben |
| Anton Jerzabek                     | Christlichsoziale Vereinigung deutscher Abgeordneter                              | Böhmen 99            | |
| Franz Jesser                       | Deutscher Nationalverband                                                         | Mähren (deutsch) 8   | |
| Ferdinand Jirásek                  | Klub der böhmischen Sozialdemokraten                                              | Böhmen 60            | |
| Hans Jokl                          | Klub der deutschen Sozialdemokraten                                               | Schlesien 9          | |
| Carl Jukel                         | Christlichsoziale Vereinigung deutscher Abgeordneter                              | Niederösterreich 49  | Vizepräsident, XXI. und XXII. Session |
| Josef Množislav Kadlčák            | Katholische nationale Partei (Parlamentarische Kommission)                        | Mähren (böhmisch) 18 | |
| Antonín Kalina                     | Vereinigung der unabhängigen fortschrittlichen Abgeordneten aus Böhmen und Mähren | Böhmen 30            | |
| Josef Kasper                       | Deutscher Nationalverband (Deutschradikale Partei)                                | Böhmen 129           | am 24. März 1918 verstorben |
| Andrzej Kędzior                    | Polenklub                                                                         | Galizien 44          | |
| Wilhelm Keller                     | Deutscher Nationalverband                                                         | Böhmen 82            | |
| August Maria Kemetter              | Deutscher Nationalverband                                                         | Niederösterreich 51  | |
| Anton Keschmann                    | Deutscher Nationalverband (Deutsche Agrarpartei)                                  | Bukowina 4           | |
| Josef Kienzl                       | Christlichsoziale Vereinigung deutscher Abgeordneter                              | Tirol 15             | |
| Franz Kindermann                   | Deutscher Nationalverband (Deutschradikale Partei)                                | Böhmen 100           | |
| Ferdinand Kinz                     | Deutscher Nationalverband                                                         | Vorarlberg 1         | |
| Karl Kittinger                     | Deutscher Nationalverband                                                         | Niederösterreich 37  | |
| Zygmunt Klemensiewicz              | Polenklub                                                                         | Galizien 46          | |
| Jan Kleski                         | Polenklub                                                                         | Galizien 17          | |
| Gregor Kletzenbauer                | Deutscher Nationalverband (Deutsche Agrarpartei)                                  | Böhmen 125           | |
| Hynek Klička                       | Klub der böhmischen Sozialdemokraten                                              | Böhmen 54            | |
| Václav Jaroslav Klofáč             | Böhmischer nationalsozialer Klub                                                  | Böhmen 4             | |
| Hans Knirsch                       | Deutscher Nationalverband (Deutsche Arbeiterpartei)                               | Böhmen 83            | |
| Eduard Koerner                     | Böhmischer Klub                                                                   | Böhmen 20            | |
| Anton Kofler                       | Deutscher Nationalverband                                                         | Tirol 3              | |
| Alexander Kolessa                  | Ukrainische parlamentarische Vertretung                                           | Galizien 69          | |
| Henryk Kolischer                   | Polenklub                                                                         | Galizien 31          | |
| Alois Konečný                      | Böhmischer nationalsozialer Klub                                                  | Mähren (böhmisch) 1  | |
| Anton Korošec                      | Kroatisch-slowenischer Klub                                                       | Steiermark 27        | |
| Johann Kopp                        | Deutscher Nationalverband (Deutschradikale Partei)                                | Mähren (deutsch) 17  | |
| Jan Kotlant                        | Klub der böhmischen Agrarier                                                      | Böhmen 42            | |
| Václav Kotlář                      | Klub der böhmischen Agrarier                                                      | Böhmen 37            | am 27. Oktober 1914 verstorben |
| Wladimir Kozłowski-Bolesta         | Polenklub                                                                         | Galizien 67          | Mandatsverlust infolge Entmündigung laut Zuschrift des k.k. Bezirksgerichts Lemberg (am 30. Mai 1917 verlesen)                                            |
| Emil Kraft                         | Deutscher Nationalverband                                                         | Tirol 5              | |
| Karel Kramář                       | Böhmischer Klub                                                                   | Böhmen 3             | Mandatsverlust infolge rechtskräftigen Urteils vom 20. November 1916 (am 30. Mai 1917 verkündet)                                                          |
| František Kratochvíl               | Böhmischer Klub                                                                   | Böhmen 29            | |
| Vinzenz Kraus                      | Deutscher Nationalverband (Deutschradikale Partei)                                | Böhmen 78            | |
| Johann Kreilmeir                   | Christlichsoziale Vereinigung deutscher Abgeordneter                              | Oberösterreich 16    | |
| Janez Evangelist Krek              | Kroatisch-slowenischer Klub                                                       | Krain 5              | am 8. Oktober 1917 verstorben |
| Paul Krennwallner                  | Christlichsoziale Vereinigung deutscher Abgeordneter                              | Salzburg 5           | am 19. September 1914 verstorben |
| Otto Kroy                          | Deutscher Nationalverband (Deutschradikale Partei)                                | Böhmen 85            | |
| Peter Krützner                     | Deutscher Nationalverband (Deutsche Agrarpartei)                                  | Böhmen 106           | |
| Vojtěch Krž                        | Klub der böhmischen Agrarier                                                      | Böhmen 75            | |
| Jan Kubik                          | Klub der polnischen Volkspartei                                                   | Galizien 36          | |
| Hans Kudlich                       | Deutscher Nationalverband (Deutsche Agrarpartei)                                  | Schlesien 8          | |
| Wenzel Kuhn                        | Christlichsoziale Vereinigung deutscher Abgeordneter                              | Niederösterreich 31  | |
| Franz Kulich                       | Klub der böhmischen Agrarier                                                      | Böhmen 51            | |
| Kamill Kuranda                     | fraktionslos                                                                      | Niederösterreich 1   | |
| Wladimir Kuryłowicz                | Böhmischer nationalsozialer Klub (Hospitant)                                      | Galizien 51          | Mandatsverlust infolge rechtskräftigen Urteils vom 21. August 1915 (am 30. Mai 1917 verkündet)                                                            |
| Franz Kutscher                     | Deutscher Nationalverband (Deutsche Agrarpartei)                                  | Böhmen 107           | am 7. März 1912 verstorben |
| Matko Laginja                      | Kroatisch-slowenischer Klub                                                       | Istrien 5            | |
| Nikolaus Łahodzyńskyj              | Ukrainische parlamentarische Vertretung                                           | Galizien 55          | |
| Josef Lang                         | Christlichsoziale Vereinigung deutscher Abgeordneter                              | Oberösterreich 8     | am 24. August 1913 verstorben |
| Philipp Langenhan                  | Deutscher Nationalverband                                                         | Böhmen 98            | |
| Sigismund Lasocki                  | Polenklub                                                                         | Galizien 45          | |
| Pawlo Ławruk                       | Ukrainische parlamentarische Vertretung                                           | Galizien 56          | |
| Stanisław Łazarski                 | Polenklub                                                                         | Galizien 18          | |
| Otto Lecher                        | Deutscher Nationalverband                                                         | Mähren (deutsch) 1   | |
| Alois Lechner                      | Christlichsoziale Vereinigung deutscher Abgeordneter                              | Niederösterreich 63  | |
| Julius Leo                         | Polenklub                                                                         | Galizien 8           | am 21. Februar 1918 verstorben |
| Karl Leuthner                      | Klub der deutschen Sozialdemokraten                                               | Niederösterreich 13  | |
| Antoni Lewicki                     | Polenklub                                                                         | Galizien 46          | |
| Lew Lewickyj                       | Ukrainische parlamentarische Vertretung                                           | Galizien 57          | |
| Eugen Lewickyj                     | Ukrainische parlamentarische Vertretung                                           | Galizien 59          | |
| Kost'Lewyckyj                      | Ukrainische parlamentarische Vertretung                                           | Galizien 66          | |
| Emil Leys-Paschpach                | Christlichsoziale Vereinigung deutscher Abgeordneter                              | Tirol 14             | |
| Stephan Licht                      | Deutscher Nationalverband                                                         | Mähren (deutsch) 10  | |
| Herman Lieberman                   | Polenklub                                                                         | Galizien 13          | |
| Karl List                          | Christlichsoziale Vereinigung deutscher Abgeordneter                              | Niederösterreich 64  | |
| Erhard Lipka                       | Deutsche Agrarpartei                                                              | Böhmen 109           | am 5. Juli 1916 verstorben |
| Aleksander Lisiewicz               | Polenklub                                                                         | Galizien 5           | |
| Čeněk Josef Lisý                   | Böhmischer nationalsozialer Klub                                                  | Böhmen 39            | |
| Rudolf Lodgman von Auen            | Deutscher Nationalverband                                                         | Böhmen 81            | |
| Nathan Löwenstein von Opoka        | Polenklub (Parlamentarische Kommission)                                           | Galizien 27          | |
| Józef Londzin                      | Polenklub                                                                         | Schlesien 14         | |
| Franz Loser                        | Christlichsoziale Vereinigung deutscher Abgeordneter                              | Vorarlberg 3         | |
| Rudolf Lössl                       | Deutschradikale Partei                                                            | Böhmen 88            | am 3. November 1915 gefallen |
| Dominik Löw                        | Klub der deutschen Sozialdemokraten                                               | Böhmen 115           | |
| Andrzej Lubomirski                 | Polenklub                                                                         | Galizien 47          | |
| Anton Łukaszewicz von Łuk          | Bukowinaer ukrainischer Klub                                                      | Bukowina 7           | |
| František Lukavský                 | Böhmischer Klub                                                                   | Böhmen 14            | |
| Josef Luksch                       | Deutscher Nationalverband (Deutsche Agrarpartei)                                  | Mähren (deutsch) 12  | |
| Jakob Lutschounig                  | Deutscher Nationalverband (Deutsche Agrarpartei)                                  | Kärnten 2            | |
| Franciszek Łyszczarz               | Klub der polnischen Volkspartei                                                   | Galizien 50          | |
| Jakób Madej                        | Klub der polnischen Volkspartei                                                   | Galizien 49          | |
| Wilhelm Maixner                    | Deutscher Nationalverband (Deutsche Agrarpartei)                                  | Böhmen 127           | |
| Valeriano Malfatti                 | Klub der liberalen Italiener                                                      | Tirol 7              | Vizepräsident, XXI. Session, als Nachfolger von Abg. Conci, Wahl 23. Oktober 1913                                                                         |
| Vinzenz Malik                      | Altdeutsche Vereinigung                                                           | Steiermark 10        | |
| Rudolf Malik                       | Klub der böhmischen Agrarier                                                      | Mähren (böhmisch) 29 | |
| Matko Mandić                       | Kroatisch-slowenischer Klub                                                       | Istrien 4            | am 14. Mai 1915 gestorben |
| Richard Marckhl                    | Deutscher Nationalverband                                                         | Steiermark 11        | |
| Jaroslav Marek                     | Klub der böhmischen Sozialdemokraten                                              | Mähren (böhmisch) 8  | |
| Zygmunt Marek                      | Polenklub                                                                         | Galizien 9           | |
| Dmitrij Marków                     | Böhmischer nationalsozialer Klub (Hospitant)                                      | Böhmen 65            | Mandatsverlust infolge rechtskräftigen Urteils vom 21. August 1915 (am 30. Mai 1917 verkündet)                                                            |
| Tomáš Masaryk                      | Vereinigung der unabhängigen fortschrittlichen Abgeordneten aus Böhmen und Mähren | Mähren (böhmisch) 4  | Erlöschen des Mandats am 25. September 1917 wegen fortwährenden Nichterscheinens verkündet                                                                |
| František Mašata                   | Klub der böhmischen Agrarier                                                      | Böhmen 65            | |
| Jindřich Maštálka                  | Böhmischer Klub                                                                   | Böhmen 22            | |
| Heinrich Mataja                    | Christlichsoziale Vereinigung deutscher Abgeordneter                              | Niederösterreich 6   | |
| Antoni Matakiewicz                 | Polenklub                                                                         | Galizien 42          | |
| Johann Mayer                       | Christlichsoziale Vereinigung deutscher Abgeordneter                              | Niederösterreich 53  | |
| Georg Mayer                        | Christlichsoziale Vereinigung deutscher Abgeordneter                              | Steiermark 19        | |
| Josef Mayer                        | Deutscher Nationalverband (Deutsche Agrarpartei)                                  | Böhmen 121           | |
| Jan Měchura                        | Klub der böhmischen Agrarier                                                      | Mähren (böhmisch) 30 | |
| Franz Meixner                      | Christlichsoziale Vereinigung deutscher Abgeordneter                              | Tirol 16             | |
| Jan Michejda                       | Polenklub                                                                         | Schlesien 13         | |
| Viktor Michl                       | Deutscher Nationalverband (Deutschradikale Partei)                                | Böhmen 93            | |
| Wilhelm Miklas                     | Christlichsoziale Vereinigung deutscher Abgeordneter                              | Niederösterreich 59  | |
| Tomáš Mlčoch                       | Klub der böhmischen Agrarier                                                      | Mähren (böhmisch) 14 | |
| František Modráček                 | Klub der böhmischen Sozialdemokraten                                              | Böhmen 50            | |
| Andreas Moraczewski                | Polenklub                                                                         | Galizien 28          | |
| Vinzenz Muchitsch                  | Klub der deutschen Sozialdemokraten                                               | Steiermark 6         | |
| Albert Mühlwerth                   | Deutscher Nationalverband (Deutschradikale Partei)                                | Böhmen 90            | |
| Karl Müller                        | Deutscher Nationalverband (Deutsche Agrarpartei)                                  | Böhmen 107           | ab September 1912 für Franz Kutscher |
| Rudolf Müller                      | Klub der deutschen Sozialdemokraten                                               | Niederösterreich 7   | |
| Vinzenz Myjak                      | Polenklub                                                                         | Galizien 48          | |
| Josef Nagele                       | Deutscher Nationalverband (Deutsche Agrarpartei)                                  | Kärnten 4            | |
| František Navrátil                 | katholische nationale Partei                                                      | Mähren (böhmisch) 22 | |
| František Němec                    | Klub der böhmischen Agrarier                                                      | Mähren (böhmisch) 26 | |
| Antonín Němec                      | Klub der böhmischen Sozialdemokraten                                              | Böhmen 7             | |
| Josef Netolický                    | Böhmischer nationalsozialer Klub                                                  | Böhmen 26            | gewählt am 28. Mai und 4. Juni 1914, Mandatsverlust infolge rechtskräftiger Verurteilung vom 26. Oktober 1916 (in der Sitzung vom 30. Mai 1917 verkündet) |
| Josef Neumann                      | Böhmischer Klub                                                                   | Böhmen 8             | am 16. März 1915 verstorben |
| Wilhelm Neumann-Walter             | fraktionslos                                                                      | Niederösterreich 4   | |
| Raimund Neunteufel                 | Deutscher Nationalverband                                                         | Steiermark 7         | |
| Karl Niedrist                      | Christlichsoziale Vereinigung deutscher Abgeordneter                              | Tirol 9              | |
| Josef Noggler                      | Christlichsoziale Vereinigung deutscher Abgeordneten                              | Tirol 13             | |
| Heinrich Oberleithner              | Deutscher Nationalverband                                                         | Schlesien 2          | |
| Julius Ofner                       | Klub der deutschen Demokraten                                                     | Niederösterreich 5   | |
| František Okleštěk                 | Klub der böhmischen Agrarier (Parlamentarische Kommission)                        | Mähren (böhmisch) 20 | |
| Teofil Okunewskij                  | Ukrainische parlamentarische Vertretung                                           | Galizien 58          | |
| Eugen Oleśnickyj                   | Ukrainische parlamentarische Vertretung                                           | Galizien 57          | am 26. Oktober 1917 verstorben |
| Giovanni Oliva                     | Klub der deutschen Sozialdemokraten                                               | Triest 4             | |
| Aurel Onciul                       | Rumänenklub                                                                       | Bukowina 14          | |
| Stephan Onyszkewycz                | Ukrainische parlamentarische Vertretung                                           | Galizien 53          | |
| Bronisław Osuchowski               | Polenklub                                                                         | Galizien 54          | |
| Raphael Pacher                     | Deutscher Nationalverband (Deutschradikale Partei)                                | Böhmen 86            | |
| Jindřich Padour                    | Klub der böhmischen Agrarier (Parlamentarische Kommission)                        | Böhmen 62            | |
| Franz Palme                        | Klub der deutschen Sozialdemokraten                                               | Böhmen 116           | |
| Ferdinand Pantz                    | Deutscher Nationalverband                                                         | Steiermark 14        | |
| Bedřich Pacák                      | Böhmischer Klub                                                                   | Böhmen 27            | am 24. Mai 1914 verstorben |
| Franz Parrer                       | Christlichsoziale Vereinigung deutscher Abgeordneter                              | Niederösterreich 52  | |
| Rudolf Paulik                      | Deutscher Nationalverband (Deutsche Agrarpartei)                                  | Böhmen 124           | |
| František Pavlok                   | Klub der böhmischen Agrarier                                                      | Schlesien 12         | |
| Josip Vergilij Perić               | Kroatisch-slowenischer Klub                                                       | Dalmatien 7          | |
| Engelbert Pernerstorfer            | Klub der deutschen Sozialdemokraten                                               | Niederösterreich 40  | Vizepräsident, XXI. und XXII. Session; am 22. Jänner 1918 verstorben                                                                                      |
| Josef Perwein                      | Christlichsoziale Vereinigung deutscher Abgeordneter                              | Salzburg 6           | |
| Eugen Petruszewycz                 | Ukrainische parlamentarische Vertretung (parlamentarische Kommission)             | Galizien 65          | |
| Mychajlo Petryckyj                 | fraktionslos                                                                      | Galizien 70          | |
| Heinrich Pichler                   | Christlichsoziale Vereinigung deutscher Abgeordneter                              | Oberösterreich 20    | |
| Luděk Pik                          | Klub der böhmischen Sozialdemokraten                                              | Böhmen 53            | |
| Alois Pirker                       | Deutscher Nationalverband (Deutsche Agrarpartei)                                  | Kärnten 6            | |
| Franc Pišek                        | Kroatisch-slowenischer Klub                                                       | Steiermark 25        | |
| Giorgio Pitacco                    | Klub der liberalen Italiener                                                      | Triest 3             | |
| Valentino Pittoni                  | Klub der deutschen Sozialdemokraten                                               | Triest 1             | |
| Jožef Pogačnik                     | Kroatisch-slowenischer Klub                                                       | Krain 3              | Vizepräsident, XXI. und XXII. Session |
| Lorenz Pogačnik                    | Kroatisch-slowenischer Klub                                                       | Krain 7              | am 19. Mai 1914 für Ignacij Žitnik gewählt und am 30. Mai 1914 angelobt                                                                                   |
| Emil Pohoreckyj                    | Ukrainische parlamentarische Vertretung                                           | Galizien 67          | am 9. November 1917 als Ersatzmann für Longin Cehelskyj angelobt                                                                                          |
| Jan Vladimír Pokorný               | Vereinigung der unabhängigen fortschrittlichen Abgeordneten aus Böhmen und Mähren | Mähren (böhmisch) 12 | |
| Emil Polke                         | Klub der deutschen Sozialdemokraten                                               | Niederösterreich 41  | |
| Wilhelm Pollauf                    | fraktionslos                                                                      | Niederösterreich 30  | am 14. Mai 1916 gefallen |
| Leopold Pongratz                   | Deutscher Nationalverband (Deutsche Agrarpartei)                                  | Kärnten 5            | |
| Josef Pongratz                     | Klub der deutschen Sozialdemokraten                                               | Steiermark 3         | |
| Jan Potoczek                       | Polenklub                                                                         | Galizien 48          | |
| Leopold Potzinger                  | Christlichsoziale Vereinigung deutscher Abgeordneter                              | Steiermark 20        | |
| Franc Povše                        | kroatisch-slowenische Vereinigung                                                 | Krain 8              | am 5. Jänner 1916 verstorben |
| Karel Prášek                       | Klub der böhmischen Agrarier                                                      | Böhmen 47            | |
| Robert Primavesi                   | Deutscher Nationalverband                                                         | Mähren (deutsch) 3   | |
| Franz Prisching                    | Christlichsoziale Vereinigung deutscher Abgeordneter                              | Steiermark 13        | |
| Ivo Prodan                         | Kroatisch-slowenischer Klub                                                       | Dalmatien 1          | |
| Jan Prokeš                         | Klub der böhmischen Sozialdemokraten                                              | Mähren (böhmisch) 3  | |
| Josef Prošek                       | Klub der böhmischen Agrarier                                                      | Böhmen 34            | |
| Václav Prunar                      | Vereinigung der unabhängigen fortschrittlichen Abgeordneten aus Böhmen und Mähren | Böhmen 69            | |
| Józef Ptaś                         | Polenklub                                                                         | Galizien 39          | |
| Alois Rašin                        | Böhmischer Klub                                                                   | Böhmen 31            | Mandatsverlust infolge rechtskräftigen Urteils vom 20. November 1916 (verkündet in der Sitzung am 30. Mai 1917)                                           |
| Jan Rataj                          | Klub der böhmischen Agrarier                                                      | Böhmen 67            | am 9. Juni 1915 verstorben |
| Edmund Rauch                       | Polenklub                                                                         | Galizien 14          | |
| Vladimir Ravnihar                  | fraktionslos                                                                      | Krain 1              | |
| Tadeusz Reger                      | Polenklub                                                                         | Schlesien 15         | |
| Josef Redlich                      | Deutscher Nationalverband                                                         | Mähren (deutsch) 5   | |
| Franz Reifmüller                   | Klub der deutschen Sozialdemokraten                                               | Niederösterreich 12  | |
| Karl Reininger                     | Deutscher Nationalverband                                                         | Oberösterreich 1     | am 29. Juli 1911 verstorben |
| Heinrich Reizes                    | fraktionslos                                                                      | Galizien 33          | |
| Karl Renner                        | Klub der böhmischen Sozialdemokraten                                              | Niederösterreich 42  | Staatsregierung Renner I ab 30. Oktober 1918 |
| Hans Resel                         | Klub der deutschen Sozialdemokraten                                               | Steiermark 4         | |
| Jakob Reumann                      | Klub der deutschen Sozialdemokraten                                               | Niederösterreich 19  | |
| Nikolaus Rey-Werszowec             | Polenklub                                                                         | Galizien 43          | Mandatsniederlegung in der Sitzung vom 12. Juni 1917 verkündet                                                                                            |
| Gustav Richter                     | Deutscher Nationalverband                                                         | Niederösterreich 36  | |
| Alois Rieger                       | Deutscher Nationalverband (Deutschradikale Partei)                                | Mähren (deutsch) 15  | |
| Eduard Rieger                      | Klub der deutschen Sozialdemokraten                                               | Böhmen 108           | |
| Franz Rienößl                      | Christlichsoziale Vereinigung deutscher Abgeordneter                              | Niederösterreich 10  | am 1. April 1915 verstorben |
| Lodovico Rizzi                     | Klub der liberalen Italiener                                                      | Istrien 3            | |
| Johann Roitinger                   | Christlichsoziale Vereinigung deutscher Abgeordneter                              | Oberösterreich 21    | |
| Julius Roller                      | Deutscher Nationalverband (Deutschradikale Partei)                                | Böhmen 96            | |
| Juljan Romanczúk                   | Ukrainische parlamentarische Vertretung (parlamentarische Kommission)             | Galizien 55          | Vizepräsident, XXI. und XXII. Session |
| Ivan Roškar                        | Kroatisch-slowenischer Klub                                                       | Steiermark 24        | |
| Ignaz Rosner                       | Polenklub                                                                         | Galizien 23          | |
| Jan Rozkošný                       | Klub der böhmischen Agrarier                                                      | Mähren (böhmisch) 13 | |
| Adam Ruebenbauer                   | Polenklub                                                                         | Galizien 41          | |
| Josef Rusin                        | Polenklub                                                                         | Galizien 38          | |
| Ottokar Rybář                      | fraktionslos                                                                      | Triest 5             | |
| Ignacy Rychlik                     | Polenklub                                                                         | Galizien 22          | |
| Jaroslav Rychtera                  | Klub der böhmischen Agrarier (Parlamentarische Kommission)                        | Böhmen 46            | |
| Antonín Rydlo                      | Klub der böhmischen Agrarier                                                      | Böhmen 43            | |
| Josef Šamalik                      | katholische nationale Partei                                                      | Mähren (böhmisch) 25 | |
| Michael Schacherl                  | Klub der deutschen Sozialdemokraten                                               | Steiermark 5         | |
| Georg Schachinger                  | Christlichsoziale Vereinigung deutscher Abgeordneter                              | Oberösterreich 7     | Mandatsniederlegung in der Sitzung vom 30. Mai 1917 verkündet                                                                                             |
| Karl Schachinger                   | Christlichsoziale Vereinigung deutscher Abgeordneter                              | Oberösterreich 12    | |
| Anton Schäfer                      | Klub der deutschen Sozialdemokraten                                               | Böhmen 103           | |
| Josef Scheicher                    | Christlichsoziale Vereinigung deutscher Abgeordneter                              | Niederösterreich 44  | |
| Wilhelm Schiegl                    | Klub der deutschen Sozialdemokraten                                               | Niederösterreich 23  | |
| Josef Schlegel                     | Christlichsoziale Vereinigung deutscher Abgeordneter                              | Oberösterreich 15    | |
| Anton Schlinger                    | Klub der deutschen Sozialdemokraten                                               | Niederösterreich 36  | am 21. Oktober 1912 verstorben |
| Aemilian Schöpfer                  | Christlichsoziale Vereinigung deutscher Abgeordneter                              | Tirol 17             | |
| Michael Schoiswohl                 | Christlichsoziale Vereinigung deutscher Abgeordneter                              | Steiermark 12        | |
| Josef Schraffl                     | Christlichsoziale Vereinigung deutscher Abgeordneter                              | Tirol 18             | |
| Gustav Schreiner                   | Deutscher Nationalverband (Deutsche Agrarpartei)                                  | Böhmen 105           | |
| Franz Schreiter                    | Deutscher Nationalverband (Deutschradikale Partei)                                | Böhmen 111           | |
| Franz Schuhmeier                   | Klub der deutschen Sozialdemokraten                                               | Niederösterreich 6   | am 11. Februar 1913 ermordet |
| Hans Schürff                       | Deutscher Nationalverband                                                         | Niederösterreich 39  | |
| Karl Schürl                        | Deutscher Nationalverband (Deutschradikale Partei)                                | Mähren (deutsch) 18  | |
| Alois Schweiger                    | Christlichsoziale Vereinigung deutscher Abgeordneter                              | Steiermark 18        | am 19. Juli 1918 verstorben |
| Jan Sedlák                         | Klub der böhmischen Agrarier (Parlamentarische Kommission)                        | Böhmen 68            | |
| Ferdinand Seidl                    | Deutsche Arbeiterpartei                                                           | Schlesien 7          | am 6. Juli 1915 gefallen |
| Anton Seidel                       | Deutscher Nationalverband (Deutsche Agrarpartei)                                  | Mähren (deutsch) 14  | |
| Karl Seitz                         | Klub der deutschen Sozialdemokraten                                               | Niederösterreich 33  | Vizepräsident, XXII. Session, als Nachfolger von Abg. Pernerstorfer†, Wahl 29. Jänner 1918                                                                |
| Josef Seliger                      | Klub der deutschen Sozialdemokraten                                               | Böhmen 110           | |
| Elias Semaka                       | Bukowinaer ukrainischer Klub                                                      | Bukowina 5           | |
| Georg Serbu                        | Rumänenklub                                                                       | Bukowina 10          | |
| Ladislaus Serwatowski              | Polenklub                                                                         | Galizien 60          | |
| Ante Sesardić                      | Kroatisch-slowenischer Klub                                                       | Dalmatien 5          | |
| Albert Sever                       | Klub der deutschen Sozialdemokraten                                               | Niederösterreich 26  | |
| Josef Siegele                      | Christlichsoziale Vereinigung deutscher Abgeordneter                              | Tirol 12             | |
| Theophil Simionovici               | Rumänenklub                                                                       | Bukowina 13          | Vizepräsident, XXII. Session |
| Wladimir Singalewicz von Schilling | Ukrainische parlamentarische Vertretung (parlamentarische Kommission)             | Galizien 63          | |
| Jan Siwula                         | Polenklub                                                                         | Galizien 43          | am 13. Juli 1917 als Ersatzmann für Nikolaus Rey-Werszowec angelobt                                                                                       |
| Aleksander Skarbek                 | Polenklub                                                                         | Galizien 53          | |
| Ferdinand Skaret                   | Klub der deutschen Sozialdemokraten                                               | Niederösterreich 24  | |
| Jan Slaviček                       | Böhmischer nationalsozialer Klub                                                  | Böhmen 32            | |
| Hipolit Śliwiński von Junosza      | Polenklub                                                                         | Galizien 1           | |
| Stefan Smal-Stockyi                | fraktionslos                                                                      | Bukowina 8           | |
| Bohumír Šmeral                     | Klub der böhmischen Sozialdemokraten                                              | Böhmen 12            | |
| Stanislaus Smiłowski               | Polenklub                                                                         | Galizien 39          | |
| Johann Smitka                      | Klub der deutschen Sozialdemokraten                                               | Niederösterreich 34  | |
| Josef Smodlaka                     | Dalmatiner Klub                                                                   | Dalmatien 6          | |
| Antonín Smrček                     | Vereinigung der unabhängigen fortschrittlichen Abgeordneten aus Böhmen und Mähren | Mähren (böhmisch) 6  | |
| Rudolf Sommer                      | Deutscher Nationalverband (Deutschradikale Partei)                                | Schlesien 1          | |
| Martin Soukup                      | Deutscher Nationalverband (Deutsche Agrarpartei)                                  | Böhmen 126           | |
| František Soukup                   | Klub der böhmischen Sozialdemokraten                                              | Böhmen 35            | |
| Josef Špaček                       | Klub der böhmischen Agrarier                                                      | Böhmen 57            | |
| Pietro Spadaro                     | Italienische Volkspartei                                                          | Istrien 1            | |
| Nikolaj Spenul                     | Bukowinaer ukrainischer Klub                                                      | Bukowina 6           | |
| Erdmann Spies                      | Deutscher Nationalverband (Deutsche Agrarpartei)                                  | Böhmen 119           | |
| Vjekoslav Spinčić                  | Kroatisch-slowenischer Klub                                                       | Istrien 6            | |
| Hynek Srdinko                      | Klub der böhmischen Sozialdemokraten                                              | Böhmen 45            | |
| Andrzej Średniawski                | Polenklub                                                                         | Galizien 37          | |
| Wenzel Stahl                       | Deutscher Nationalverband (Deutsche Agrarpartei)                                  | Böhmen 123           | am 15. Juli 1917 verstorben |
| František Staněk                   | Klub der böhmischen Agrarier                                                      | Mähren (böhmisch) 27 | |
| Jan Stapiński                      | Klub der polnischen Volkspartei                                                   | Galizien 50          | |
| Simon Starck                       | fraktionslos                                                                      | Böhmen 117           | |
| Stanisław Starowieyski             | Polenklub (Parlamentarische Kommission)                                           | Galizien 51          | |
| Tymotej Staruch                    | Ukrainische parlamentarische Vertretung                                           | Galizien 66          | |
| Wassyl Stefanyk                    | Ukrainische parlamentarische Vertretung                                           | Galizien 58          | |
| Ignacy Steinhaus                   | Polenklub                                                                         | Galizien 30          | |
| Otto Steinwender                   | Deutscher Nationalverband                                                         | Kärnten 10           | |
| Jaroslav Stejskal                  | Klub der böhmischen Sozialdemokraten                                              | Mähren (böhmisch) 7  | |
| Bernhard Stern                     | Polenklub                                                                         | Galizien 32          | |
| Ladislaus Stesłowicz               | Polenklub                                                                         | Galizien 26          | |
| Josef Stöckler                     | Christlichsoziale Vereinigung deutscher Abgeordneter                              | Niederösterreich 47  | |
| Stojan Anton Cyril                 | katholische nationale Partei                                                      | Mähren (böhmisch) 16 | |
| Artur Stölzel                      | Deutscher Nationalverband                                                         | Salzburg 2           | |
| Adolf Stránský                     | Vereinigung der unabhängigen fortschrittlichen Abgeordneten aus Böhmen und Mähren | Mähren (böhmisch) 9  | |
| Benno Straucher                    | fraktionslos                                                                      | Bukowina 1           | |
| Jiří Stříbrný                      | Böhmischer nationalsozialer Klub                                                  | Böhmen 6             | |
| Hans Strziska                      | Deutscher Nationalverband (Deutsche Agrarpartei)                                  | Böhmen 122           | |
| Franz Stumpf                       | Christlichsoziale Vereinigung deutscher Abgeordneter                              | Tirol 8              | |
| Eduard Šubrt                       | Böhmischer Klub                                                                   | Böhmen 33            | |
| Ivan Šušteršić                     | kroatisch-slowenischer Klub                                                       | Krain 2              | |
| Antonín Svěcený                    | Klub der böhmischen Sozialdemokraten                                              | Böhmen 49            | |
| Josef Švejk                        | Klub der böhmischen Agrarier                                                      | Böhmen 58            | |
| František Svoboda                  | Klub der böhmischen Sozialdemokraten                                              | Mähren (böhmisch) 28 | |
| Julius Sylvester                   | Deutscher Nationalverband                                                         | Salzburg 1           | Präsident der XXI. Session |
| Wilhelm Teltschik                  | Deutscher Nationalverband (Deutsche Agrarpartei)                                  | Mähren (deutsch) 13  | |
| Włodzimierz Przerwa-Tetmajer       | Polenklub                                                                         | Galizien 40          | |
| Thaddäus Tertil                    | Polenklub                                                                         | Galizien 16          | |
| Oskar Teufel                       | Deutscher Nationalverband (Deutschradikale Partei)                                | Mähren (deutsch) 6   | |
| Martin Thurnher                    | Christlichsoziale Vereinigung deutscher Abgeordneter                              | Vorarlberg 4         | |
| Franz Tobisch                      | Deutscher Nationalverband (Deutschradikale Partei)                                | Böhmen 101           | am 13. Juni 1917 verstorben |
| Zdeněk Tobolka                     | Böhmischer Klub                                                                   | Böhmen 21            | |
| Johann Tomaschitz                  | Christlichsoziale Vereinigung deutscher Abgeordneter                              | Steiermark 16        | |
| František Tomášek                  | Klub der böhmischen Sozialdemokraten                                              | Mähren (böhmisch) 19 | |
| Josef Tomschik                     | Klub der deutschen Sozialdemokraten                                               | Niederösterreich 35  | |
| Albino Tonelli                     | Italienische Volkspartei                                                          | Tirol 23             | |
| Ante Tresić-Pavičić                | Dalmatiner Klub                                                                   | Dalmatien 8          | |
| Kyryło Tryłowskyj                  | Ukrainische parlamentarische Vertretung (parlamentarische Kommission)             | Galizien 56          | |
| Vlastimil Tusar                    | Klub der böhmischen Sozialdemokraten                                              | Mähren (böhmisch) 11 | |
| František Udržal                   | Klub der böhmischen Agrarier                                                      | Böhmen 59            | Vizepräsident, XXII. Session |
| Peter Unterkircher                 | Christlichsoziale Vereinigung deutscher Abgeordneter                              | Tirol 11             | |
| Karl Urban                         | Deutscher Nationalverband                                                         | Böhmen 87            | 1916 / 1917 Handelsminister im Ministerium Clam-Martinic; Dr., Brauereibesitzer                                                                           |
| Dionysio Ussai                     | Klub der liberalen Italiener                                                      | Görz 1               | |
| Jan Vacek                          | Klub der böhmischen Agrarier                                                      | Böhmen 73            | |
| František Valoušek                 | katholische nationale Partei                                                      | Mähren (böhmisch) 15 | |
| Karel Vaněk                        | Klub der böhmischen Sozialdemokraten                                              | Mähren (böhmisch) 23 | |
| Alois Velich                       | Klub der böhmischen Agrarier                                                      | Böhmen 56            | |
| Karel Verstovšek                   | kroatisch-slowenischer Klub                                                       | Steiermark 30        | |
| Karel Víškovský                    | Klub der böhmischen Agrarier (Parlamentarische Kommission)                        | Böhmen 66            | |
| František Vodňanský                | Böhmischer Klub                                                                   | Böhmen 18            | |
| Jan Vojna                          | Böhmischer nationalsozialer Klub                                                  | Böhmen 17            | Mandatsverlust infolge rechtskräftigen Urteils vom 28. Oktober 1916 (in der Sitzung vom 30. Mai 1917 verkündet)                                           |
| Miloš Vojta                        | Klub der böhmischen Agrarier                                                      | Böhmen 72            | |
| Karl Volkert                       | Klub der deutschen Sozialdemokraten                                               | Niederösterreich 28  | |
| Wilém Votruba                      | Vereinigung der unabhängigen fortschrittlichen Abgeordneten aus Böhmen und Mähren | Mähren (böhmisch) 5  | |
| Božidar Vukotić                    | Dalmatiner Klub                                                                   | Dalmatien 11         | |
| Leopold Waber                      | Deutscher Nationalverband                                                         | Niederösterreich 29  | |
| Franz Wagner                       | Christlichsoziale Vereinigung deutscher Abgeordneter                              | Steiermark 21        | |
| Franz Wagner                       | Deutscher Nationalverband (Deutsche Agrarpartei)                                  | Mähren (deutsch) 11  | |
| Josef Waldl                        | Christlichsoziale Vereinigung deutscher Abgeordneten                              | Oberösterreich 17    | |
| Viktor Waldner                     | Deutscher Nationalverband (Deutsche Agrarpartei)                                  | Kärnten 9            | |
| Nikolaus von Wassilko              | Bukowinaer ukrainischer Klub                                                      | Bukowina 9           | |
| Heinrich Wastian                   | Deutscher Nationalverband                                                         | Steiermark 9         | Mandatsniederlegung in der Sitzung vom 30. Mai 1917 verkündet                                                                                             |
| Rudolf Wedra                       | Deutscher Nationalverband                                                         | Niederösterreich 38  | |
| Anton Weiguny                      | Klub der deutschen Sozialdemokraten                                               | Oberösterreich 3     | am 14. Dezember 1914 verstorben |
| Josef Weiß                         | Christlichsoziale Vereinigung deutscher Abgeordneter                              | Oberösterreich 22    | |
| Friedrich Wichtl                   | Deutscher Nationalverband (Deutschradikale Partei)                                | Böhmen 94            | |
| Laurenz Widholz                    | Klub der deutschen Sozialdemokraten                                               | Niederösterreich 21  | |
| Josef Wille                        | Christlichsoziale Vereinigung deutscher Abgeordneter                              | Niederösterreich 55  | |
| Leopold Winarsky                   | Klub der deutschen Sozialdemokraten                                               | Niederösterreich 8   | am 22. November 1915 gestorben |
| Lev Winter                         | Klub der böhmischen Sozialdemokraten                                              | Böhmen 9             | |
| Max Winter                         | Klub der deutschen Sozialdemokraten                                               | Niederösterreich 18  | |
| Wincenty Witos                     | Polenklub                                                                         | Galizien 42          | |
| Zigmund Witt                       | Klub der böhmischen Sozialdemokraten                                              | Schlesien 11         | |
| Semen Wityk                        | fraktionslos                                                                      | Galizien 54          | |
| Johann Wohlmeyer                   | Christlichsoziale Vereinigung deutscher Abgeordneter                              | Niederösterreich 45  | |
| Karl Hermann Wolf                  | Deutscher Nationalverband (Deutschradikale Partei)                                | Böhmen 95            | |
| Richard Wollek                     | Christlichsoziale Vereinigung deutscher Abgeordneter                              | Niederösterreich 58  | |
| Ignaz Wróbel                       | Polenklub                                                                         | Galizien 35          | |
| Anton Wüst                         | Altdeutsche Vereinigung                                                           | Böhmen 114           | |
| Ludwig Wutschel                    | Klub der deutschen Sozialdemokraten                                               | Niederösterreich 22  | |
| Kasimir Wysocki                    | Polenklub                                                                         | Galizien 62          | |
| Wolodymyr Zahajkewytsch            | Ukrainische parlamentarische Vertretung                                           | Galizien 61          | |
| Isidor Zahradník                   | Klub der böhmischen Agrarier                                                      | Böhmen 55            | |
| Johann Zamorski                    | Polenklub                                                                         | Galizien 68          | |
| Johann Zarański                    | Polenklub                                                                         | Galizien 35          | |
| Josef Zaunegger                    | Christlichsoziale Vereinigung deutscher Abgeordneter                              | Oberösterreich 5     | |
| Josef Žd'árský                     | Klub der böhmischen Agrarier (Parlamentarische Kommission)                        | Böhmen 41            | Vizepräsident, XXI. Session |
| Ernst Zenker                       | Klub der deutschen Demokraten                                                     | Niederösterreich 9   | |
| Edmund Zieleniewski                | Polenklub                                                                         | Galizien 10          | |
| Ignacij Žitnik                     | Kroatisch-slowenischer Klub                                                       | Krain 7              | bis 1914 |